# Kapuvár

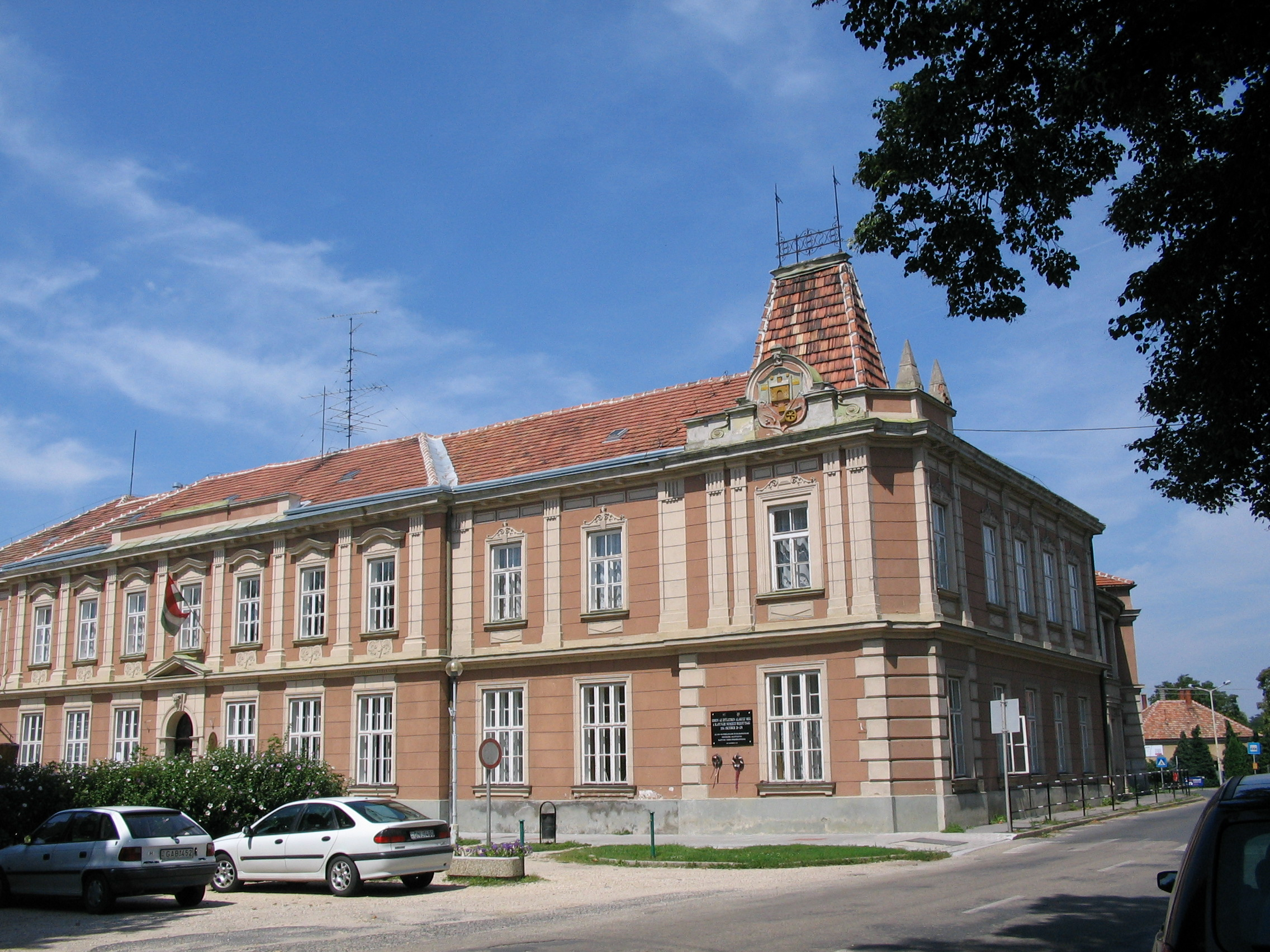
Katolska skolan.

Kapuvár är en stad i distriktet med samma namn i provinsen Győr-Moson-Sopron i nordvästra Ungern. Kapuvár hade år 2020 totalt 10 184 invånare.